# Alantsilodendron decaryanum
Alantsilodendron decaryanum là một loài thực vật có hoa trong họ Đậu. Loài này được (R.Vig.) Villiers miêu tả khoa học đầu tiên.